# Рекотарачи (Каричи)
Рекотарачи (шп. Recotárachi) насеље је у Мексику у савезној држави Чивава у општини Каричи. Насеље се налази на надморској висини од 1959 м.

## Становништво
Према подацима из 2010. године у насељу је живело 6 становника.

### Хронологија
| Година       | 2000      | 2005         | 2010 |
| ------------ | --------- | ------------ | ---- |
| Становништво | 9 (4 / 5) | 22 (10 / 12) | 6    |

### Попис
| # | Индикатор                     | Вредност |
| - | ----------------------------- | -------- |
| 1 | Укупно домаћинстава           | 1        |
| 2 | Укупно насељених домаћинстава | 1        |
| 3 | Величина локације             | 1        |